# هند ديكر عبد العزيز
هند ديكر عبد العزيز (بالهولندية: Hind Dekker-Abdulaziz) (مواليد 28 سبتمبر 1981) هي سياسية هولندية من أصل عراقي تنتمي إلى حزب الديمقراطيين 66 الليبيرالي.

## حياتها
وُلِدت هند في بغداد، العراق وجاءت إلى هولندا كلاجئة بسبب حرب الخليج الثانية.

## مسيرتها السياسية
كانت هند عضوة في المجلس البلدي في أترخت. شاركت في الانتخابات العامة الهولندية 2021 كمرشحة عن حزب الديمقراطيين 66، لكنها لم تُنتخب. وفي 25 يناير 2022، تم تعيينها كعضوة في مجلس النواب الهولندي لملء الشاغر الذي خلفه انضمام هانز فيلبريف إلى وزارة روته الرابعة بقيادة مارك روته.

## تاريخها الانتخابي
| السنة | المجلس               | الحزب | الحزب               | النقاط | الاصوات | النتيجة | النتيجة | المراجع |
| السنة | المجلس               | الحزب | الحزب               | النقاط | الاصوات | مقاعد   | فردية   | المراجع |
| ----- | -------------------- | ----- | ------------------- | ------ | ------- | ------- | ------- | ------- |
| 2021  | مجلس النواب (هولندا) |       | حزب الديمقراطيون 66 | 28     | 7,806   | 24      | خسارة   | [ 5 ]   |
| 2023  | مجلس النواب (هولندا) |       | حزب الديمقراطيون 66 | 46     | 580     | 9       | خسارة   | [ 6 ]   |

## وصلات خارجية
- H. (Hind) Dekker-Abdulaziz MSc